# Baruch Dego
Baruch Dego - em hebraico, ברוך דגו (Adis Abeba, 26 de março de 1981) é um futebolista etíope-israelense que joga como ala-esquerdo. Atualmente defende o Maccabi Ironi Ashdod, clube que o revelou para o futebol em 1997.

## Carreira
Jogou a maior parte de sua carreira nos 2 principais clubes de Tel Aviv - no Maccabi, foram 137 jogos disputados e 26 gols, além de 90 partidas pelo Hapoel, com 11 gols. Defendeu ainda FC Ashdod, Ironi Ramat HaSharon, Hapoel Rishon LeZion e Hapoel Ashkelon, voltando ao Maccabi Ironi Ashdod em 2017. Ele também jogou no futebol do Chipre (Nea Salamis Famagusta e Apollon Limassol), sem grande destaque.

## Seleção Israelense
Etíope de nascimento, Dego estreou pela Seleção Israelense em fevereiro de 2003, num amistoso contra a Armênia, e um mês depois disputou seu último jogo, contra a Moldávia. É um dos poucos atletas negros a ter jogado pela Seleção Israelense em toda a história.